# 712 до н. е.

## Події
- Початок будівництва Біт-Шаррукін.

### Китай
- 11-й рік після ери правління Лу князя Їнь-гуна[1].
- Навесні князі Тен і Се прибули до Лу для аудієнції у луського гуна[2].
- Князі Лу та Чжен провели з'їзд в Ши-лай (в Чжен)[3].
- В 7 місяці в день жень-у князі Лу, Ці та Чжен напали на Сюй[4].
- Узимку луський княжич Хуей попросив у князя дозволу вбити спадкоємця Юня, а його зробити радником. Їнь-гун не погодився, і сам був убитий в 11 місяці, в день жень-чень, в будинку роду Вей людиною, яку послав Хуей[5] (в «Чуньцю» насильницька смерть не згадана). Ця подія неодноразово згадується Симою Цянем[6].
- Князя Лу Їнь-гуна було вбито, правителем призначено Цзі-юня (Хуань-гун, ера правління 711–694), сина дочки сунського У-гуна[7].
- Війська Чжен та Го напали на Сун[8].